# Too Mean to Die
Too Mean to Die - шістнадцятий студійний альбом німецького хеві-метал гурту Accept, випущений 29 січня 2021. Це перший альбом Accept за участю Мартіна Мотника, який замінив оригінального басиста Петера Балтеса в 2019 році, і ритм-гітариста Філіпа Шуса, який приєднався до групи того ж року. Оскільки у лютому 2022 року гурт підписав контракт з Napalm Records, це їхній останній альбом, випущений на Nuclear Blast.

## Треклист
| #     | Назва                     | Автор музики                                            | Тривалість |
| ----- | ------------------------- | ------------------------------------------------------- | ---------- |
| 1.    | «Zombie Apocalypse»       | Wolf Hoffmann, Mark Tornillo                            | 5:35       |
| 2.    | «Too Mean to Die»         | Wolf Hoffmann, Mark Tornillo, Deaffy                    | 4:21       |
| 3.    | «Overnight Sensation»     | Wolf Hoffmann, Mark Tornillo, Deaffy                    | 4:24       |
| 4.    | «No Ones Master»          | Martin Motnik, Wolf Hoffmann, Mark Tornillo             | 4:10       |
| 5.    | «The Undertaker»          | Wolf Hoffmann, Mark Tornillo                            | 5:37       |
| 6.    | «Sucks to Be You»         | Martin Motnik, Wolf Hoffmann, Mark Tornillo             | 4:05       |
| 7.    | «Symphony of Pain»        | Wolf Hoffmann, Mark Tornillo, Deaffy                    | 4:39       |
| 8.    | «The Best Is Yet to Come» | Wolf Hoffmann, Mark Tornillo, Martin Motnik, Deaffy     | 4:47       |
| 9.    | «How Do We Sleep»         | Wolf Hoffmann, Mark Tornillo, Martin Motnik, Deaffy     | 5:41       |
| 10.   | «Not My Problem»          | Wolf Hoffmann, Martin Motnik, Mark Tornillo, Deaffy     | 4:21       |
| 11.   | «Samson and Delilah»      | Camille Saint-Saëns, Antonín Dvořák, Arr. Wolf Hoffmann | 4:31       |
| 52:11 |                           |                                                         |            |

## Учасники запису
- Марк Торнільо – вокал
- Вольф Гоффманн — соло-гітара
- Уве Луліс – ритм-гітара
- Філіп Шус – третя гітара
- Мартін Мотник – бас-гітара
- Крістофер Вільямс – ударні

## Чарти
| Чарт (2021)                                        | Найвища позиція |
| -------------------------------------------------- | --------------- |
| Бельгія Belgian Albums (Ultratop Wallonia)         | 39              |
| Бельгія Belgian Albums (Ultratop Flanders)         | 92              |
| Угорщина Hungarian Albums (MAHASZ)                 | 11              |
| Німеччина German Albums (Offizielle Top 100)       | 2               |
| Польща Polish Albums (ZPAV)                        | 10              |
| Фінляндія Finnish Albums (Suomen virallinen lista) | 4               |
| Чехія Czech Albums (ČNS IFPI)                      | 38              |
| Швейцарія Swiss Albums (Schweizer Hitparade)       | 4               |
| (Sverigetopplistan)                                | 7               |
| Шотландія Scottish Albums (OCC)                    | 14              |